# Code Postal
Der Code Postal ist die französische Postleitzahl. Seit 1972 besteht der Code aus fünf Ziffern, von denen die ersten beiden der Ordnungszahl des Départements entsprechen.

## Geschichte
In Frankreich wurden am 1. Januar 1965 Postleitzahlen eingeführt. Dabei hat man auf die in einigen Fällen geänderten oder ergänzten Departements-Nummern zurückgegriffen, die seit langem in der Verwaltung und in der Organisation des Postbeförderungsdienstes verwendet werden. Die französischen Postleitzahlen waren zu diesem Zeitpunkt zweistellig und wurden durch die Ziffern 01 bis 95 gebildet. Bereits zum 26. Oktober desselben Jahres ergänzte die Post- und Telegraphenverwaltung P. T. T. die Postleitzahl, hierbei musste vor den Ortsnamen die Nummer des Départements und dann die ersten drei Buchstaben des Ortsnamens groß geschrieben werden, zum Beispiel:
68 COLmar oder
13 MARseille.
Das heute übliche fünfstellige System wurde am 3. Juni 1972 eingeführt.

## Format

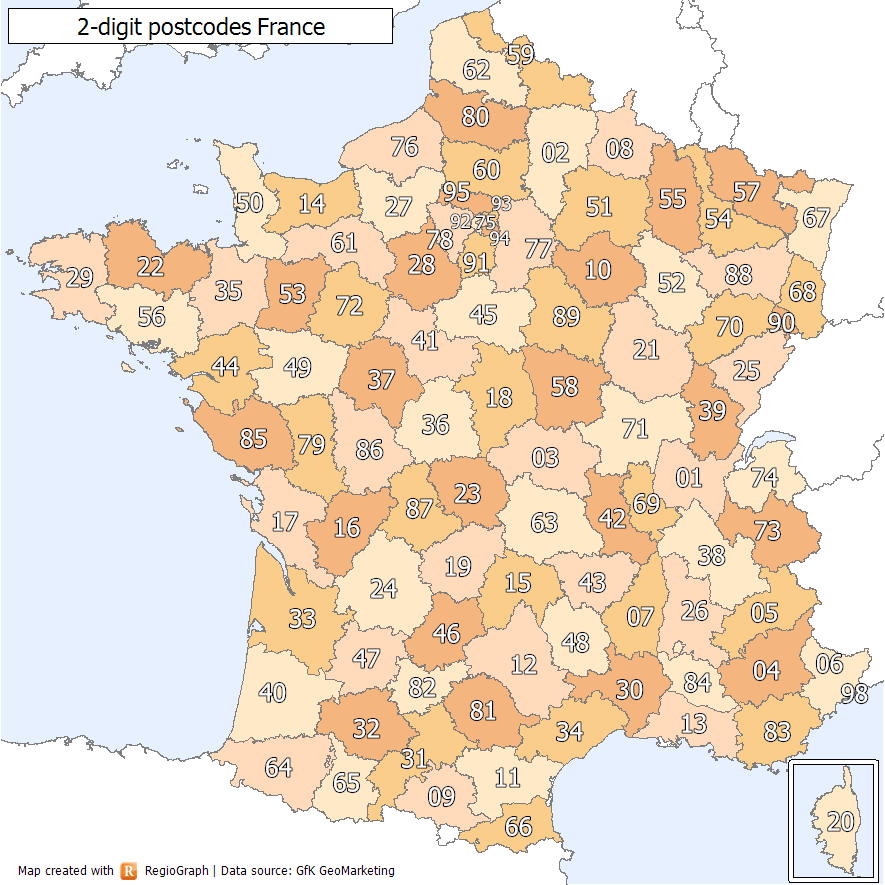
Postleitzahlen-Gebiete in Frankreich nach den ersten beiden Stellen

### France Métropolitaine (französisches Mutterland)
Die ersten zwei Ziffern des Code Postal stehen in France métropolitaine für die Nummer des Départements.
Eine Ausnahme von dieser Regelung war lange Zeit Korsika. Da die Insel zwischenzeitlich in zwei Departements mit den Nummern 2A und 2B aufgeteilt war und im Code Postal keine Buchstaben vorgesehen sind, teilten sich hier die beiden Départements das Präfix 20, das vor der Teilung der Insel in zwei Départements 1976 die Nummer des Départements war und auch heute, nach der Zusammenlegung, wieder die Nummer des Départements ist. Im Zuge der Teilung gab es eine weitläufige Umnummerierung der Postleitzahlen, damit Corse-du-Sud mit 201XX und Haute-Corse mit 202XX schon von der Nummer her unterscheidbar sind – mit Ausnahme von Ajaccio (als Präfektur beibehalten von 20000) und Sonderdiensten (Armeebasis Solenzara o. ä.).
Der Code Postal der Hauptorte der Départements (Präfekturen) endet in der Regel auf drei Nullen, zum Beispiel 06000 Nice für Nizza. In Korsika konnte das nur mit einer der beiden Präfekturen eingerichtet werden: Die bisherige Präfektur Ajaccio behielt die 20000, obwohl ansonsten das gesamte Departement Corse-du-Sud 201XX erhalten hat; Bastia bildet hier eine Ausnahme und ist mit 20200 eine Präfektur ohne XX000-PLZ.
Eine weitere sehr seltene Ausnahme sind einzelne Gemeinden, die nahe einer Departementsgrenze liegen und von einer Poststelle im Nachbardepartement versorgt werden. Die ersten Stellen des Code Postal entstammen in diesem Fall nicht dem eigenen, sondern dem Departement der Poststelle. Beispielsweise lautet der Code Postal der Gemeinde Riboux 13780, obwohl sie nicht im Département Bouches-du-Rhône (13) liegt, sondern im Département Var (83).
In Paris bezeichnen die beiden letzten Ziffern die 20 Arrondissements, zum Beispiel 75008 Paris = Paris VIIIe. Entsprechende Regelungen gelten für die Großstädte Marseille und Lyon, die ebenfalls in städtische Arrondissements unterteilt sind.
Die französische Armee verwendet Postleitzahlen, die mit zwei Nullen beginnen.

### CEDEX
Eine Postleitzahl, die, abgesehen von den oben genannten Ausnahmen, nicht auf Null endet, verweist auf einen speziellen Code des CEDEX-Dienstes (Courrier d'Entreprise à Distribution EXceptionnelle) für Institutionen mit besonders hohem Postvolumen. Dem Großempfänger wird eine eindeutige, dreistellige Zahl zugewiesen, die an den Code des Départements angehängt wird.

### Überseegebiete
In den Überseedépartements, deren Départementscodes dreistellig sind, bezeichnen die ersten drei Ziffern das Département.
- 971XX Guadeloupe (Überseedépartement)
- 97133 Saint-Barthélemy
- 97150 Saint-Martin
- 972XX Martinique (Überseedépartement)
- 973XX Französisch-Guayana (Überseedépartement)
- 974XX La Réunion (Überseedépartement)
- 97500 Saint-Pierre und Miquelon (Gebietskörperschaft)
- 976XX Mayotte (Überseedépartement)
- 986XX Wallis und Futuna (Überseeterritorium)
- 987XX Französisch-Polynesien (Überseeterritorium)
- 98799 Clipperton-Insel
- 988XX Neukaledonien (Überseegebiet mit Sonderstatut)

Für die Französischen Süd- und Antarktisgebiete werden keine Postleitzahlen verwendet.

### Monaco
Das System des französischen Code Postal wird auch in Monaco verwendet.
- 980XX Monaco